# Red Dawn (película de 2012)
Red Dawn (titulada: Amanecer rojo en España y Amenaza roja en Hispanoamérica) es una película bélica dirigida por Dan Bradley y escrita por Jeremy Passmore y Carl Ellsworth y basada en la película homónima de 1984 dirigida por John Milius. La versión tiene como protagonistas a Chris Hemsworth y Josh Peck como los hermanos Jed y Matt Eckert.
En lugar de representar una invasión soviética a Estados Unidos con el apoyo de Cuba y Nicaragua como en la película de 1984, esta historia se basa en una invasión norcoreana con el apoyo de Rusia y China.
Metro-Goldwyn-Mayer anunció su intención de hacer un remake en mayo se 2008 y posteriormente, contrató a Bradley y Ellsworth. Los personajes principales de la cinta original fueron elegidos al año siguiente y la película entró en producción en septiembre de 2009 en Mount Clemens, Míchigan. Originalmente fue programado para ser estrenado el 24 de noviembre de 2010, pero la película fue archivada debido a los problemas financieros de MGM. Durante la posproducción, el ejército invasor y los antagonistas fueron cambiados de chinos a norcoreanos para mantener el acceso a la taquilla china, aunque la película no se estrenó en ese país.
Debido a la quiebra de MGM, los derechos de distribución se vendieron a FilmDistrict en septiembre de 2011 y la película se estrenó en los Estados Unidos el 21 de noviembre de 2012 con críticas en su mayoría negativas. La película también fue un fracaso de taquilla, recaudando $50,9 millones de su presupuesto de $65 millones.

## Argumento
Un montaje introductorio muestra las consecuencias de la crisis económica en la Unión Europea y una alianza debilitada de la OTAN, en medio de una creciente cooperación entre una Corea del Norte cada vez más militante y una Rusia controlada por ultranacionalistas. El mayor despliegue de tropas estadounidenses en el exterior deja al continente vulnerable y la infraestructura estadounidense es cada vez más vulnerable a la amenaza de un ciberataque.
El miembro del Cuerpo de Marines de los Estados Unidos Jed Eckert (Chris Hemsworth) está de regreso en Spokane, Washington. Se reúne con su padre, el sargento de policía de Spokane Tom Eckert (Brett Cullen) y su hermano, el jugador de fútbol americano Matt Eckert (Josh Peck), así como su amiga de la infancia Toni Walsh (Adrianne Palicki) y su prima Erica Martin (Isabel Lucas), la novia de Matt. La mañana después de un misterioso corte de energía, Jed y Matt se sorprenden al ver enjambres de paracaidistas norcoreanos invasores y aviones de transporte. Su padre los ayuda a escapar de la ciudad, pero en el intento, un soldado norcoreano le dispara en el motor de su patrulla, dejándolo inutilizable. Les dice que huyan a su cabaña en el bosque mientras él ayuda a la gente del pueblo y luego se les unen Robert Kitner (Josh Hutcherson), Daryl Jenkins (Connor Cruise), Danny Jackson (Edwin Hodge), los hermanos Julie (Alyssa Diaz) y Greg Goodyear (Julian Alcaraz) y Pete (Steve Lenz). Más tarde, Toni también se une a ellos, mientras que Erica es capturada por los norcoreanos. Las tensiones aumentan a medida que los adolescentes intentan decidir si rendirse ante los invasores o resistir, con Pete terminando y traicionando su posición. Los soldados norcoreanos, bajo el mando del capitán Il-ho Cho (Will Yun Lee), traen al sargento Eckert y al alcalde Jenkins (Michael Beach) para convencer al grupo de que se rindan; mientras el alcalde convence a los muchachos para que se den por vencidos, Cho ejecuta al sargento Eckert después de que se niegue a cooperar y los alienta activamente a resistir.
Más tarde, Jed anuncia que tiene la intención de luchar y los demás acuerdan unirse a él, llamándose a sí mismos los "Wolverines" en referencia a la mascota de la escuela. Después de adquirir armas, establecer una base en una mina abandonada y ser entrenados por Jed, los Wolverines comienzan una serie de ataques guerrilleros contra soldados y colaboradores, incluido Pete, que les dan fama de héroes entre la población local. En una misión para atacar a Cho, Matt (en contra de las indicaciones de Jed) logra rescatar a Erica de las manos de los norcoreanos, que los llevaban en un autobús escolar. En medio del atentado, Greg es asesinado por los norcoreanos cuando intenta salvar a Matt y los Wolverines se escapan en un automóvil que tomaron en el estacionamiento, mientras que Matt y Erica se cambian de ropa para poder mezclarse entre la multitud para llegar a la mina. Jed le revela a Matt la muerte de Greg y le reprocha por haber fallado la misión, lo que genera una discusión entre ambos. Los norcoreanos toman represalias bombardeando los bosques de los alrededores para destruir la base de los Wolverines, matando a Danny y Julie, y los sobrevivientes restantes huyen hacia el interior del bosque.
Los Wolverines eventualmente se encuentran con el sargento de la marina Andrew Tanner (Jeffrey Dean Morgan) y otros dos marines, Smith (Kenneth Choi) y Hodges (Matt Gerald). Revelan que la invasión de Corea del Norte respaldado por Rusia utiliza un arma PEM que paralizó la red eléctrica de Estados Unidos y militar, seguido de aterrizajes a lo largo de las costas este y oeste (los marines insinúan que Camp Pendleton fue destruido en la invasión, como lo más probable es que el resto de la costa del sur de California) con contraataques americanos, finalmente, detener sus avances, dejando una zona que se extiende desde Míchigan a Montana y Alabama a Arizona como "América libre", utilizando las Montañas Rocosas en el oeste y los Apalaches en el este como amortiguadores geográficos, mientras los focos de guerrillas patrióticas en las Cascadas y las montañas de Sierra Nevada continúan luchando. También revelan que Cho lleva una maleta que contiene un teléfono de radio resistente al PEM que permitiría que el comando de los Estados Unidos se ponga en contacto con sus fuerzas restantes para una contraofensiva. Los Wolverines ayudan a Tanner, Smith y Hodges a infiltrarse en la estación de policía local, el centro de operaciones de los norcoreanos. Logran robar la maleta con Jed vengando la muerte de su padre al matar a Cho, aunque Hodges muere en el tiroteo.
Después de escapar con éxito con la maleta, los Wolverines se reagrupan en un edificio seguro. Después de una breve conversación entre Matt y Jed, son emboscados por las fuerzas militares Spetsnaz y Jed muere en el tiroteo. Visiblemente sacudido, Matt, Tanner, Smith y el resto de los Wolverines escapan con la maleta hasta el punto de extracción de los marines. Al día siguiente, Robert se da cuenta de que, durante una fuga anterior, a Daryl le había sido implantado un transmisor de rastreo y que los rusos habían estado persiguiéndolos desde entonces. Después de pensarlo un poco, Daryl acepta el hecho que no puede seguir con ellos y se sacrifica, quedándose y dirigiéndose a un destino desconocido. El resto continúa reanudando el recorrido hasta llegar al punto de extracción de los marines.
Tanner y Smith parten en un Bell UH-1 Iroquois con la maleta y aunque le dicen a Matt que pueden venir con ellos, él se niega. Los Wolverines restantes deciden quedarse y seguir luchando, reclutando más miembros y asaltando campamentos de prisioneros, con Matt dirigiendo el esfuerzo para continuar repeliendo la ocupación y ayudado por la ametralladora del helicóptero que Robert tomó. La bandera de "América libre" es llevada por patriotas en una intrépida incursión en un campo de concentración de Corea del Norte en la toma final de la película.

## Reparto
- Chris Hemsworth como Jed Eckert.
- Josh Peck como Matt Eckert.
- Josh Hutcherson como Robert Kitner.
- Adrianne Palicki como Toni Walsh.
- Isabel Lucas como Erica Martin.
- Connor Cruise como Daryl Jenkins.
- Jeffrey Dean Morgan como Sargento Comandante Andrew Tanner.
- Edwin Hodge como Danny Jackson.
- Brett Cullen como Tom Eckert.
- Alyssa Diaz como Julie Goodyear.
- Julian Alcaraz como Greg Goodyear.
- Michael Beach como Alcalde Jenkins.
- Will Yun Lee como Capitán Il-ho Cho.
- Matt Gerald como Sargento Hodges.
- Kenneth Choi como Cabo Smith.
- Steve Lenz como Pete.
- Mark Schlereth como Entrenador Dolen.
- Barack Obama como Él mismo (cameo).

## Doblaje
| Personaje                         | Actor/Actriz original Estados Unidos | Actor/Actriz de doblaje Hispanoamérica | Actor/Actriz de doblaje España |
| --------------------------------- | ------------------------------------ | -------------------------------------- | ------------------------------ |
| Jed Eckert                        | Chris Hemsworth                      | Andrés Gutiérrez Coto                  |                                |
| Matt Eckert                       | Josh Peck                            | Eduardo Garza                          |                                |
| Robert Kitner                     | Josh Hutcherson                      | Carlos Díaz                            |                                |
| Toni Walsh                        | Adrianne Palicki                     | Marisol Romero                         |                                |
| Erica Martin                      | Isabel Lucas                         | Angélica Villa                         |                                |
| Daryl Jenkins                     | Connor Cruise                        | Miguel Ángel Leal                      |                                |
| Sargento Comandante Andrew Tanner | Jeffrey Dean Morgan                  | Jorge Badillo                          |                                |
| Danny Jackson                     | Edwin Hodge                          | Rodrigo Carralero                      |                                |
| Tom Eckert                        | Brett Cullen                         | Humberto Vélez                         |                                |
| Julie Goodyear                    | Alyssa Diaz                          | Lupita Leal                            |                                |
| Greg Goodyear                     | Julian Alcaraz                       | Arturo Cataño                          |                                |
| Alcalde Jenkins                   | Michael Beach                        | Andrés García                          |                                |
| Capitán Il-ho Cho                 | Will Yun Lee                         |                                        |                                |
| Sargento Hodges                   | Matt Gerald                          | Leonardo García                        |                                |
| Cabo Smith                        | Kenneth Choi                         | Héctor Moreno                          |                                |
| Pete                              | Steve Lenz                           | Ricardo Bautista                       |                                |
| Entrenador Dolen                  | Mark Schlereth                       |                                        |                                |
| Barack Obama                      | Barack Obama                         | Raymundo Armijo                        |                                |

## Producción
En mayo de 2008, en el Festival de Cine de Cannes, Harry Sloan y Mary Parent de MGM anunciaron que un remake de Red Dawn estaba en las primeras etapas de preproducción, y que el remake sería dirigido por Dan Bradley, quien anteriormente había trabajado como un director de segunda unidad y coordinador de especialistas en películas como The Bourne Ultimatum, Spider-Man 3, Independence Day y Quantum of Solace. MGM anunció posteriormente que Red Dawn sería rehecha "teniendo en cuenta la versión posterior al 11 de septiembre en el mundo en el que estamos". Más tarde ese mismo mes, MGM anunció que Bradley había sido confirmado como director con Carl Ellsworth, guionista de Vuelo nocturno y Disturbia, escribiendo el guion actualizado. Ellsworth trabajó a partir de una historia escrita por Jeremy Passmore. Vincent Newman (A Man Apart) fue anunciado como productor. El australiano Chris Hemsworth fue elegido para un papel principal y otros miembros del elenco incluyen a Josh Peck, Adrianne Palicki, Josh Hutcherson, Isabel Lucas, Edwin Hodge y Connor Cruise.
La fotografía principal comenzó en septiembre de 2009 en Mount Clemens, Míchigan. La escuela secundaria cerrada Notre Dame en Harper Woods, Míchigan (Gran Detroit) se utilizó como lugar de rodaje. Mark Binelli, autor de Detroit City is the Place to Be, escribió que la cafetería de la escuela se usaba como sala de catering para los empleados. Según fotografías tomadas en el set, la película presenta folletos de propaganda, carteles y pancartas con símbolos del Ejército Popular de Liberación, como el Levantamiento de Nanchang. Los carteles intentan obtener apoyo para la ocupación china, con lemas como "Reconstruyendo su reputación" , "Reparando su economía" y "Luchando contra la corrupción empresarial".
En junio de 2010, el estreno de la película se retrasó debido a las dificultades financieras de MGM. El retraso se produjo en medio de una creciente controversia en China después de que se filtraran extractos del guion en el sitio web The Awl. La película atrajo fuertes críticas del Global Times, uno de los principales periódicos estatales chinos, con titulares como "Estados Unidos vuelve a filmar la película de la Guerra Fría para demonizar a China" y "La película estadounidense planta semillas hostiles contra China". Uno de los artículos decía: "China todavía puede sentir desconfianza y miedo de Estados Unidos, especialmente entre su gente. Las sospechas de los estadounidenses sobre China son el mejor terreno para que los halcones diseminen el miedo y la duda, que es la mayor preocupación con la película Red Dawn".
En enero de 2011, se lanzó la primera foto del elenco junto con la noticia de que MGM lanzaría la película una vez que se completara la reestructuración del Capítulo 11. Red Dawn fue uno de los tres proyectos MGM ya terminados programados para ser lanzados en 2011.
En marzo de 2011, Los Angeles Times informó que MGM cambió a los villanos en su remake de Red Dawn de chinos a norcoreanos para mantener el acceso a la lucrativa taquilla de China. Según se informa, los cambios cuestan menos de 1 millón de dólares e implican cambiar una secuencia de apertura que resume el trasfondo ficticio de la historia (abandonando la historia original de la "recuperación" china después de que Estados Unidos incumpliera los préstamos para una invasión de Corea del Norte), reeditar dos escenas y usar tecnología digital para cambiar los símbolos chinos y el diálogo al coreano. El productor de la película, Trip Vinson, declaró: "Inicialmente éramos muy reacios a hacer cambios, pero después de una cuidadosa consideración, construimos una manera de hacer un Red Dawn más aterrador, inteligente y peligroso que creemos que mejora la película".

## Banda sonora
Ramin Djawadi compuso la banda sonora de la película.

## Lanzamiento
En septiembre de 2011, se informó que Metro-Goldwyn-Mayer estaba finalizando un acuerdo con el estudio independiente FilmDistrict para distribuir la película en los Estados Unidos. En diciembre de 2011, FilmDistrict llegó a un acuerdo para distribuir sus películas de 2012, incluida Red Dawn a través de Open Road Films. En septiembre de 2012, se anunció que la película se estrenaría el 27 de septiembre de 2012 en el Alamo Drafthouse Cinema en Austin, Texas, cerrando el festival de cine Fantastic Fest.
Red Dawn se estrenó en los cines de Estados Unidos el 21 de noviembre de 2012. La película ganó $ 7.4 millones en sus primeros dos días y terminó en séptimo lugar, ganando $ 14.6 millones en su primer fin de semana. La película se cerró en los cines el 21 de febrero de 2013, recaudando un total de 50,9 millones de dólares en todo el mundo.
Red Dawn fue lanzado en DVD y Blu-ray el 5 de marzo de 2013 por 20th Century Fox Home Entertainment.

## Recepción
Red Dawn ha sido recibida con críticas generalmente negativas. Rotten Tomatoes le dio a la película un 13% de promedio aprobado basado en 109 críticas con una puntuación de media ponderada de 4/10. El consenso crítico del sitio dice: "El reboot Red Dawn carece de la actualidad del original, pero al menos rinde homenaje al ofrecer la misma poca atención al desarrollo del personaje y la lógica general". En Metacritic, la película tiene una puntuación de 31 sobre 100 basada en 33 críticas, lo que indica "críticas generalmente desfavorables". La película obtuvo una nominación al premio Razzie por Peor precuela, remake, estafa o secuela.
Frank Scheck de The Hollywood Reporter dijo: "Una premisa que ya es tonta recibe un tratamiento torpe en este remake imprudente de la exitosa película bélica de 1984 de John Milius". Manohla Dargis de The New York Times dijo: "Bradley ... maneja bien la acción de baja fidelidad, lo que ayuda a desviar la atención de los efectos especiales, la mala actuación y la política". Mark Olsen de Los Angeles Times dijo: "Razonablemente divertido por sí solo, el Red Dawn rehecho simplemente no puede hacer frente a los problemas del mundo real que pisa como una mina terrestre". Roger Ebert del Chicago Sun-Times dijo: "El marco de tiempo de la historia es confusamente turbio. ¿Cuánto tiempo les toma a los norcoreanos aterrizar ... y comenzar a manejar las cosas? ¿Cuál es su plan de acción? ¿Es esto una invasión nacional? No tenemos claro qué está sucediendo en el resto de los Estados Unidos". Joe Leydon de Variety escribió: "[Las] escenas de batalla están imbuidas de un sentido propulsor de urgencia, ya que Bradley (un coordinador veterinario de acrobacias y director de la segunda unidad) a menudo logra un aspecto semidocumental eficaz".